# Neder-Silezisch voetbalkampioenschap 1932/33
In 1932/33 werd het 22ste en laatste Neder-Silezisch voetbalkampioenschap gespeeld, dat georganiseerd werd door de Zuidoost-Duitse voetbalbond. 
VfB Liegnitz werd kampioen en SC Jauer vicekampioen. Beide clubs plaatsten zich voor de Zuidoost-Duitse eindronde. Net als vorig jaar werden de clubs uit Bergland, Neder-Silezië en Opper-Lausitz in een aparte groep gezet. Terwijl de drie sterkste competities speelden voor de titel kon de groepswinnaar van de andere groep enkel kans maken op een ticket voor de nationale eindronde. Jauer werd tweede en Liegnitz vijfde.
Na dit seizoen kwam de Nationaalsocialistische Duitse Arbeiderspartij aan de macht en werd de competitie grondig geherstructureerd. De overkoepelende voetbalbonden werden afgeschaft en ruimden plaats voor 16 Gauliga's. De clubs uit de Neder-Silezische competitie gingen  in de nieuwe Gauliga Schlesien spelen. De clubs uit Neder-Silezië werden echter te licht bevonden en geen enkele club mocht aantreden in de hoogste klasse. 

## A-Klasse
| Plaats | Club                               | Wed. | W | G | V  | Saldo | Ptn   |
| ------ | ---------------------------------- | ---- | - | - | -- | ----- | ----- |
| 1.     | SC Jauer                           | 14   | 8 | 3 | 3  | 46:22 | 19:9  |
| 2.     | SC Schlesien Haynau                | 14   | 8 | 3 | 3  | 50:31 | 19:9  |
| 3.     | VfB Liegnitz                       | 14   | 9 | 1 | 4  | 35:22 | 19:9  |
| 4.     | FC Blitz 03 Liegnitz               | 14   | 7 | 2 | 5  | 37:27 | 16:12 |
| 5.     | Vereinigte Grünberger Sportfreunde | 14   | 6 | 3 | 5  | 24:27 | 15:13 |
| 6.     | DSC Neusalz                        | 14   | 5 | 2 | 7  | 28:39 | 12:16 |
| 7.     | SC Preußen 1911 Glogau             | 14   | 4 | 1 | 9  | 27:43 | 9:19  |
| 8.     | SpVgg 1896 Liegnitz                | 14   | 1 | 1 | 12 | 18:54 | 3:25  |

|  | Play-off voor de titel en geplaatst voor Bezirksliga Niederschlesien 1933/34 |
|  | Geplaatst voor Bezirksliga Niederschlesien 1933/34                           |

Play-off ronde
| Plaats | Club                | Wed. | W | G | V | Saldo | Ptn |
| ------ | ------------------- | ---- | - | - | - | ----- | --- |
| 1.     | VfB Liegnitz        | 2    | 2 | 0 | 0 | 8:3   | 4:0 |
| 2.     | SC Jauer            | 4    | 0 | 1 | 1 | 3:3   | 1:3 |
| 3.     | SC Schlesien Haynau | 2    | 0 | 1 | 1 | 3:8   | 1:3 |

|  | Kampioen, geplaatst voor Zuidoost-Duitse eindronde |
|  | Geplaatst voor Zuidoost-Duitse eindronde           |

## B-Klasse

### Gau Glogau
Het is niet bekend of er een eindronde plaats vond met de vier beste clubs zoals de voorgaande jaren, wel dat Rauschwitz aan de eindronde om de titel meedeed. 

#### Nordkreis
| Plaats | Club                                  | Wed. | W | G | V | Saldo | Ptn   |
| ------ | ------------------------------------- | ---- | - | - | - | ----- | ----- |
| 1.     | SV Falke Züllichau                    | 5    | 5 | 0 | 0 | 32:07 | 10:00 |
| 2.     | VfB Deutsch Wartenberg                | 4    | 2 | 0 | 2 | 09:16 | 04:04 |
| 3.     | DSC Neusalz II                        | 7    | 1 | 2 | 4 | 14:21 | 04:10 |
| 4.     | Vereinigte Grünberger Sportfreunde II | 3    | 1 | 1 | 1 | 04:09 | 03:03 |
| 5.     | SpVgg Blau-Weiß Züllichau             | 5    | 1 | 1 | 3 | 09:15 | 03:07 |
| 6.     | VfB Unruhstadt                        | 0    | 0 | 0 | 0 | 00    | 00:00 |

#### Südkreis
| Plaats | Club                        | Wed. | W | G | V | Saldo | Ptn   |
| ------ | --------------------------- | ---- | - | - | - | ----- | ----- |
| 1.     | SV Primkenau                | 7    | 4 | 0 | 3 | 20:13 | 08:06 |
| 2.     | SV Rauschwitz               | 5    | 3 | 1 | 1 | 11:05 | 07:03 |
| 3.     | SC Kusser                   | 3    | 2 | 0 | 1 | 11:08 | 04:02 |
| 4.     | SC Preußen 1911 Glogau II   | 4    | 2 | 0 | 2 | 10:10 | 04:04 |
| 5.     | Sportfreunde 1924 Fraustadt | 5    | 2 | 0 | 3 | 08:15 | 04:06 |
| 6.     | SV Frisch Auf Beichau       | 6    | 1 | 1 | 4 | 08:17 | 03:09 |

|  | Geplaatst voor eindronde |

### Gau Liegnitz
| Plaats | Club                               | Wed. | W | G | V | Saldo | Ptn   |
| ------ | ---------------------------------- | ---- | - | - | - | ----- | ----- |
| 1.     | Liegnitzer BC                      | 10   | 9 | 0 | 1 | 32:22 | 18:02 |
| 2.     | FC Blitz 1903 Liegnitz II          | 10   | 7 | 1 | 2 | 34:13 | 15:05 |
| 3.     | Reichsbahn SV Schlesien Liegnitz   | 13   | 5 | 4 | 4 | 28:15 | 14:12 |
| 4.     | Vereinigte Sportfreunde Altbeckern | 9    | 3 | 2 | 4 | 20:18 | 08:10 |
| 5.     | SC Jauer II                        | 11   | 4 | 0 | 7 | 22:41 | 08:14 |
| 6.     | SVgg Lüben                         | 7    | 3 | 1 | 3 | 19:23 | 07:07 |
| 7.     | VfB Liegnitz II                    | 8    | 2 | 0 | 6 | 18:26 | 04:12 |
| 8.     | SpVgg 1896 Liegnitz II             | 10   | 1 | 2 | 7 | 07:22 | 04:16 |

|  | Geplaatst voor eindronde |

### Gau Grenzland
| Plaats | Club                   | Wed. | W | G | V | Saldo | Ptn   |
| ------ | ---------------------- | ---- | - | - | - | ----- | ----- |
| 1.     | VfB 1921 Herrnstadt    | 4    | 4 | 0 | 0 | 29:13 | 08:00 |
| 2.     | SVgg 1920 Guhrau       | 3    | 1 | 0 | 2 | 10:13 | 02:04 |
| 3.     | VfB 1921 Herrnstadt II | 4    | 1 | 0 | 3 | 13:24 | 02:06 |
| 4.     | SVgg 1920 Guhrau II    | 1    | 0 | 0 | 1 | 02:04 | 00:02 |

|  | Geplaatst voor eindronde |

### Eindronde
| Plaats | Club                      | Wed. | W | G | V | Saldo | Ptn   |
| ------ | ------------------------- | ---- | - | - | - | ----- | ----- |
| 1.     | VfB 1921 Herrnstadt       | 3    | 2 | 1 | 0 | 07:04 | 05:01 |
| 2.     | SV Rauschwitz             | 3    | 1 | 1 | 1 | 04:05 | 03:03 |
| 3.     | FC Blitz 1903 Liegnitz II | 2    | 0 | 0 | 2 | 03:05 | 00:04 |

|  | Kampioen B-Klasse |

Door de herstructurering van de competitie was er geen promotie mogelijk. 